# Lotniskowce eskortowe typu Taiyō
Lotniskowce eskortowe typu Taiyō (jap. 大鷹型 Taiyō-gata) – typ trzech lotniskowców eskortowych należących do Japońskiej Cesarskiej Marynarki Wojennej podczas II wojny światowej.

## Historia
Okręty należące do tego typu były tak naprawdę transatlantykami zbudowanymi przez przedsiębiorstwo żeglugowe Nippon Yūsen, zarekwirowanymi przez Cesarską Marynarkę Wojenną i przebudowane na lotniskowce eskortowe. Były one głównie używane do szkolenia załóg lotniczych, transportowania samolotów oraz do chronienia konwojów przed działalnością okrętów podwodnych. Żaden z nich nie przetrwał wojny i wszystkie zostały zatopione przez okręty podwodne.
| Nazwa        | Położenie stępki | Wodowanie            | Wejście do służby (jako lotniskowiec) | Los                        |
| Taiyō (大鷹) | 6 stycznia 1940  | 19 września 1940     | 2 września 1941                       | zatopiony 18 sierpnia 1944 |
| Unyō (雲鷹)  | 14 grudnia 1938  | 31 października 1939 | 31 maja 1942                          | zatopiony 17 września 1944 |
| Chūyō (冲鷹) | 9 maja 1938      | 20 maja 1939         | 25 listopada 1942                     | zatopiony 4 grudnia 1943   |